# Annaberger Annalen
Annaberger Annalen ist eine historische Fachzeitschrift über Litauen und deutsch-litauische Beziehungen. Benannt ist sie nach Schloss Annaberg, dem Sitz des Baltischen Christlichen Bundes.

## Geschichte
Die Jahrbuch erscheint seit 1993 und bringt wissenschaftliche und informative Beiträge zum deutsch-litauischen Verhältnis in Geschichte und Gegenwart und zur Kultur Litauens.

## Herausgeber
Die Zeitschrift wird herausgegeben von Arthur Hermann, Annemarie Lepa und Christina Nikolajew.
Etwa ein halbes Jahr nach Erscheinen der Printausgabe wird der vollständige Inhalt auch online veröffentlicht. Alle Ausgaben seit 1993 können als PDF-Dateien heruntergeladen werden.